# Droga wojewódzka nr 617
Droga wojewódzka nr 617 (DW617) – droga wojewódzka o długości 26 km, łącząca DW544  w Przasnyszu, z DW616  do Ciechanowa, a dalej do DK60.